# Celestina Casapietra
Celestina Casapietra (Genova, 23 agosto 1939 – Sori, 10 agosto 2024) è stata un soprano italiano.

## Biografia
Allieva di Gina Cigna, fu primo soprano della Staatsoper Unter den Linden a Berlino dal 1965 al 1993. Si esibì  inoltre alla Scala, al Teatro Carlo Felice di Genova, alla Wiener Staatsoper, alla Bayerische Staatsoper, all'Opera di Amburgo, al Teatro Bol'šoj di Mosca, al Festival di Salisburgo.

## Vita privata
Sposatasi con il direttore d'orchestra Herbert Kegel, allora maestro del coro della radio di Lipsia e successivamente direttore principale della Filarmonica di Dresda, lasciò l'Italia nel 1966. Dal matrimonio nacque un figlio il 18 febbraio 1970 a Genova, il tenore Björn Casapietra; la cantante tornò appositamente in Italia affinché il figlio non nascesse con le limitazioni alla libertà della Germania est.

## Repertorio
| Ruolo                   | Titolo                                 | Autore      |
| ----------------------- | -------------------------------------- | ----------- |
| Leonora                 | Fidelio                                | Beethoven   |
| Micaëla                 | Carmen                                 | Bizet       |
| Vita Mondana            | Rappresentazione di Anima, et di Corpo | Cavalieri   |
| Tatiana                 | Eugenio Onegin                         | Čajkovskij  |
| Lisa                    | La dama di picche                      | Čajkovskij  |
| Maddalena di Coigny     | Andrea Chénier                         | Giordano    |
| Carmela                 | Mese mariano                           | Giordano    |
| Margherita              | Faust                                  | Gounod      |
| Cleopatra               | Giulio Cesare in Egitto                | Händel      |
| Nedda                   | Pagliacci                              | Leoncavallo |
| Manon Lescaut           | Manon                                  | Massenet    |
| Costanza                | Il ratto dal serraglio                 | Mozart      |
| Contessa d'Almaviva     | Le nozze di Figaro                     | Mozart      |
| Donna Anna Donna Elvira | Don Giovanni                           | Mozart      |
| Fiordiligi              | Così fan tutte                         | Mozart      |
| Vitellia                | La clemenza di Tito                    | Mozart      |
| Giulietta               | I racconti di Hoffmann                 | Offenbach   |
| Euridice                | Orfeo all'inferno                      | Offenbach   |
| Mimì                    | La bohème                              | Puccini     |
| Floria Tosca            | Tosca                                  | Puccini     |
| Liù                     | Turandot                               | Puccini     |
| Anaide                  | Mosè in Egitto                         | Rossini     |
| Donna Eleonora          | Prima la musica e poi le parole        | Salieri     |
| La Marescialla          | Il cavaliere della rosa                | Strauss     |
| Arianna/Primadonna      | Arianna a Nasso                        | Strauss     |
| Daphne                  | Daphne                                 | Strauss     |
| Contessa Madeleine      | Capriccio                              | Strauss     |
| Elisabetta di Valois    | Don Carlo                              | Verdi       |
| Desdemona               | Otello                                 | Verdi       |
| Mrs. Alice Ford         | Falstaff                               | Verdi       |
| Elisabeth Venere        | Tannhäuser                             | Wagner      |
| Elsa di Brabante        | Lohengrin                              | Wagner      |
| Woglinde                | L'oro del Reno                         | Wagner      |
| Eva                     | I maestri cantori di Norimberga        | Wagner      |
| Woglinde                | Il crepuscolo degli dei                | Wagner      |
| Fanciulla fiore         | Parsifal                               | Wagner      |
| Agata                   | Il franco cacciatore                   | Weber       |
| Rezia                   | Oberon                                 | Weber       |
| Francesca da Polenta    | Francesca da Rimini                    | Zandonai    |

## Discografia
- Wolfgang Amadeus Mozart: Così fan tutte, ETERNA 1969
- Umberto Giordano: Andrea Chénier (1973), Hardy Classic (DVD)
- Felix Mendelssohn Bartholdy: Sinfnie No. 1-5, Eurodisc 1990
- Wolfgang Amadeus Mozart: Missae; Requiem, Philips 1991
- Carl Orff: Carmina Burana, Philips 1992
- Carl Orff: Trionfi, Berlin Classics 1992
- Gustav Mahler: Sinfonia No. 4, Berlin Classics 1996
- Charles Gounod: Faust, Berlin Classics 1999
- Richard Wagner: Tannhäuser, Gala 2005
- Concerto Lirico, Monopol 1996 (Klassik-Album)

## Filmografia
- DEFA-Opernfilm Gala unter den Linden (DDR, 1977)
- Drancy Avenir di Arnaud des Pallières (1997)